# Myrmica kabylica
Myrmica kabylica (лат.) — вид мелких муравьёв рода Myrmica (подсемейство мирмицины) длиной около 4—5 мм.

## Распространение
Северная Африка: Алжир.

## Систематика
Этот вид был впервые описан французским энтомологом H.Cagniant по половым особям (самцам и самкам) в составе рода Sifolinia как вид Sifolinia kabylica Cagniant. В 1988 году Болтон включил его в род Myrmica.

## Биология
Социальный паразит (рабочих особей нет), найден в гнёздах Myrmica cagnianti Menozzi.

## Этимология
Назван по месту нахождения в Алжире (Kabylia).

## Красная книга
Эти муравьи включены в «Красный список угрожаемых видов» (англ. IUCN Red List of Threatened Animals) международной Красной книги Всемирного союза охраны природы (The World Conservation Union, IUCN) в статусе Vulnerable D2 (таксоны в уязвимости или под угрозой исчезновения).